# Diego de Madrigal
Diego de Madrigal (Atienza, 1656 – ibídem, 3 de febrero de 1716) fue un escultor  en madera y ensamblador.

## Nacimiento
Nacido en Atienza, en la actual provincia de Guadalajara, de procedencia posiblemente hidalga. Aunque algunos datos situaban su nacimiento en 1658, recientemente su partida de bautismo revela que fue bautizado en la parroquia de San Juan de Atienza el 5 de noviembre de 1656 y era hijo de Rodrigo Madrigal y de María Torija, siendo su padrino su tío Pedro de Madrigal e Isabel de Cuéllar.

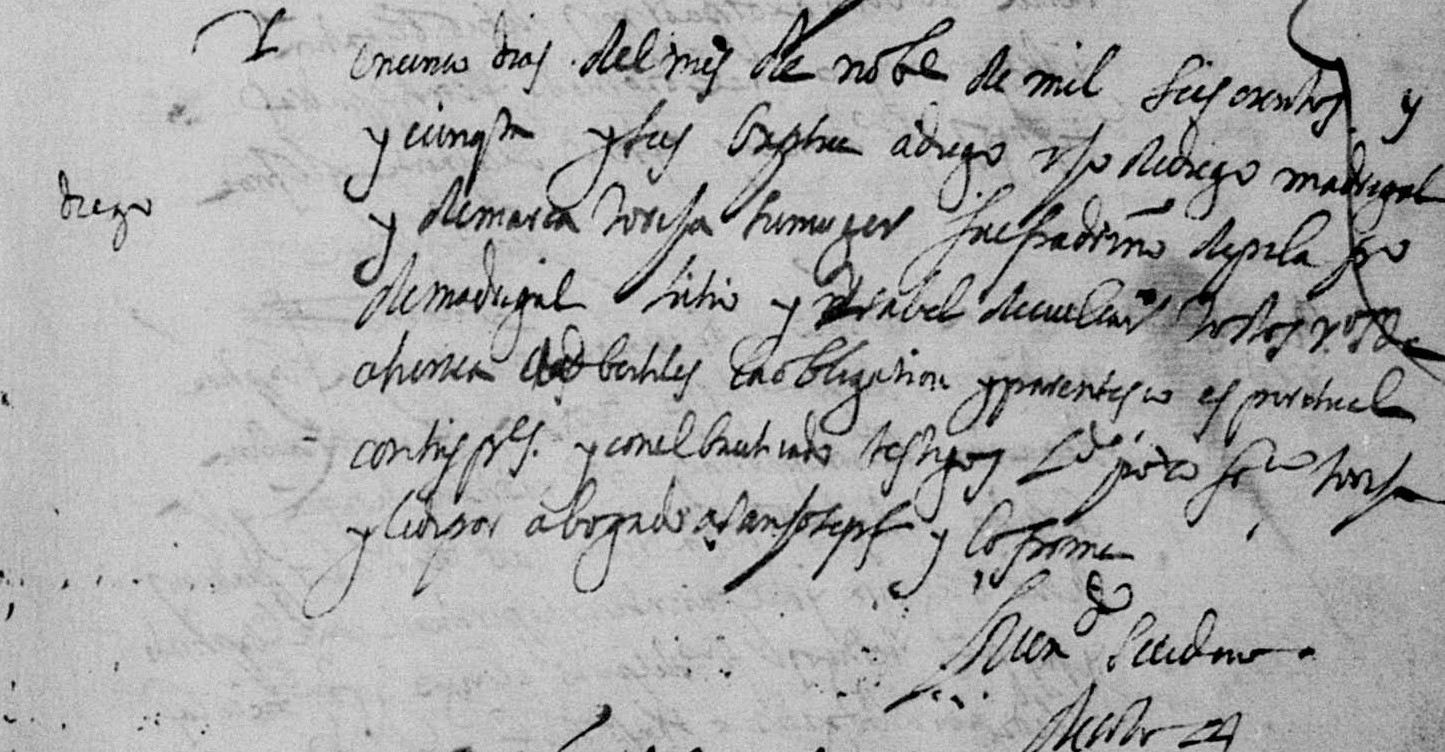
Partida de Bautismo de Diego de Madrigal, 1656. (Datos de Alberto Martin Monge).

## Principales obras
Una de sus obras es el retablo del Altar Mayor de la iglesia de San Juan en Atienza, donde precisamente fue bautizado, trabajando junto a Diego del Castillo, su maestro. Otra de sus obras fue el retablo de la iglesia de Nuestra Señora de la Asunción de Fuentegelmes, en la actual Soria.

## Matrimonio y descendencia
Se casó con Isabel Villares. 

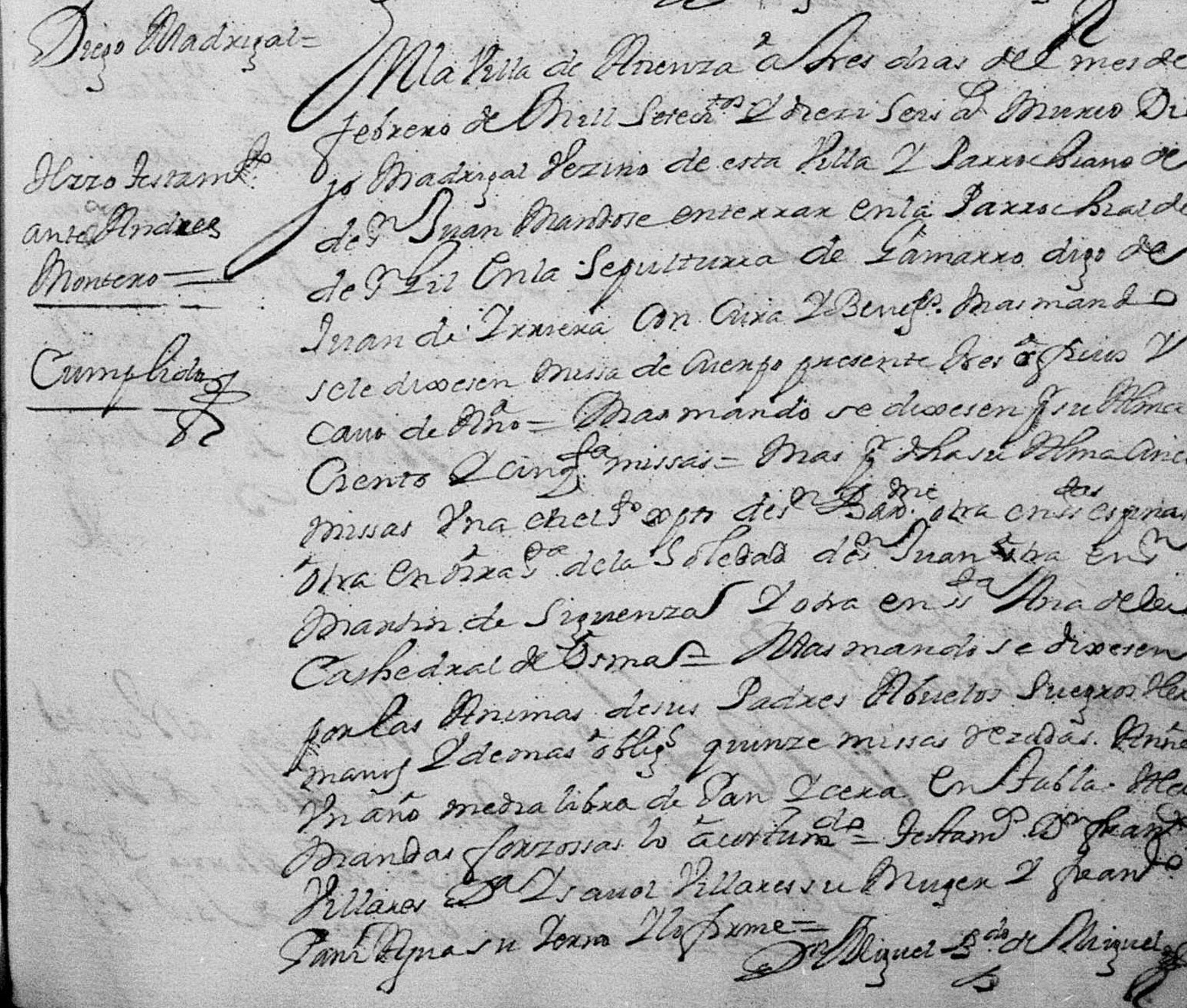
Partida de defunción de Diego de Madrigal, 1716. (Datos de Alberto Martín Monge).

Murió el 3 de febrero de 1716, siendo enterrado en la parroquia de San Gil de Atienza, donde disponía, entre otras, 150 misas, más 15 misas por sus padres, abuelos y suegros.